# Yukarıçinpolat, Akçakale
Yukarıçinpolat là một xã thuộc huyện Akçakale, tỉnh Şanlıurfa, Thổ Nhĩ Kỳ. Dân số thời điểm năm 2011 là 709 người.